# 久御山インターチェンジ
久御山インターチェンジ（くみやまインターチェンジ）は、京都府久世郡久御山町にある京滋バイパスのハーフICである。大山崎方面の出入口のみで、京滋バイパス方面は巨椋ICを利用することになる。
なお、京滋バイパスの正式な事業路線名は当インターを境として、久御山淀IC方面は国道478号京都第二外環状道路、久御山JCT方面は国道1号京滋バイパスとなる。

## 道路
- E88 京滋バイパス（7番）

## 接続する道路
- 国道1号（京阪国道）
- 国道478号

## 周辺
- イオンモール久御山
- 久御山町立御牧小学校
- 巨椋池土地改良区

## 隣
E88 京滋バイパス（国道1号バイパス）
(2) 久御山JCT - (7) 久御山IC
E88 京滋バイパス（京都第二外環状道路）
(7) 久御山IC - (8) 久御山淀IC